# Symphodus bailloni
Symphodus bailloni е вид лъчеперка от семейство Labridae.

## Разпространение
Видът е разпространен в Белгия, Великобритания, Гърнси, Джърси, Западна Сахара, Испания, Мавритания, Мароко, Нидерландия, Португалия и Франция.